# Gimlet (còctel)
El Gimlet és un còctel típicament fet de ginebra o vodka i suc de llimona endolcit. Una descripció de 1928 de la beguda va ser: "el gin, una mica de llimona i soda" (DB Wesson, I'll never be Cured III). Una descripció literària el 1953 va ser: "un veritable Gimlet és la meitat de ginebra i la meitat de Rose's Lime Juice i res més" (Terry Lennox en The Long Goodbye de Raymond Chandler).
El còctel es prepara normalment mesclant quatre parts de licor amb una de suc de llimona endolcit, i se serveix, sol o amb gel, en got tradicional guarnit amb una rodanxa de llimona.